# アップクオリティ
株式会社アップクオリティ（英: Up-quality, Inc.）は、流通・サービスに特化した人的戦略によるセールスプロモーション企画・運営を行う企業である。
日本ベジタブル&フルーツマイスター協会の推奨企業として「野菜ソムリエ」を抱える。

## 概要
試食販売やデモ販売、野菜ソムリエの販促を行う。

### 事業内容
食品スーパーにおける対面販売対面販売による「販売力」を活かし店頭プロモーションの企画から実施までトータル提案。
食品スーパーにおける実演販売店舗の集客、商材のファンづくりに向けて売場にソリューションを提供。
青果売場でのクロスMD企画青果売場にて他部門食品または異業種企業のクロスマーチャンダイジングを企画・運営。
青果市場でのマーケティングプロモーション産地のPR活動や食のメニュー提案。
テーマ催事プロデュース「スウィーツ」として表現している商材を集めた催事をプロデュース。
青果加工品の販売青果物加工品の販売。2010年1月から、800や（はっぴゃくや）ブランドを立ち上げている。
野菜市の企画運営青果物の生産に向けた活動。
食と農のイベントプロモーション産地PRイベントや食のテーマイベントなどを企画・運営。
青果売場コンサルティング売場・運営・販促・商品の提案。

### 事業拠点
- 本社 - （東京都千代田区）
- 支社 - 大阪

## 沿革
- 2003年8月 - 「有限会社アップクオリティ」を設立。
- 2004年4月 - 業務拡張の為、「株式会社アップクオリティ」として増資・登記変更。
- 2004年8月 - 東京支社を東京都千代田区に開設。
- 2005年7月 - 大阪本社を拡張。
- 2005年7月 - 一般労働者派遣業免許（般 27-300417）を取得。
- 2005年9月 - 東京支社を新宿に移転。
- 2006年7月 - 資本金35,000,000円に増資。
- 2006年7月 - フードディスカバリー株式会社と業務提携。
- 2006年7月 - 「日本ベジタブル&フルーツマイスター協会」から推奨企業として認定。
- 2006年8月 - 有料職業紹介業免許（般 27-ユ-300417）を取得。
- 2006年10月 - 渋谷支社開設。
- 2006年11月 - 東京支社を御茶ノ水に移転。
- 2006年11月 - 資本金39,000,000円に増資。
- 2008年6月 - プライバシーマーク使用許諾事業者として認定。
- 2009年8月 - 本社を東京都千代田区に移転。